# Zastrzeżenie (prawo międzynarodowe)
Przez zastrzeżenia (ang. reservation, ros. оговорка) państwo podpisujące umowę międzynarodową oznajmia, iż odmawia uznawania za wiążące wobec siebie określonych postanowień tej umowy bądź modyfikuje skutki prawne tych postanowień w zastosowaniu do siebie.
Konwencja wiedeńska o prawie traktatów w art. 19 stanowi:
Przy podpisaniu, ratyfikacji, przyjęciu lub zatwierdzeniu traktatu oraz przy przystąpieniu do niego państwo może zgłosić zastrzeżenie, chyba że: a) zastrzeżenie to jest zakazane przez traktat; b) traktat postanawia, że mogą być składane tylko określone zastrzeżenia, a dane zastrzeżenie do nich nie należy, lub c) chodzi o przypadki nie objęte literami a) i b), a zastrzeżenie jest niezgodne z przedmiotem i celem traktatu.
Skutki zastrzeżenia i sprzeciwu wobec niego oraz wycofania ich omawiają artykuły 20 do 23. M. in. art. 20 głosi:
1. Zastrzeżenie wyraźnie dopuszczone przez traktat nie wymaga żadnego późniejszego przyjęcia przez pozostałe umawiające się państwa, chyba że traktat tak postanawia. 2. Gdy z ograniczonej liczby państw negocjujących oraz z przedmiotu i celu traktatu wynika, że stosowanie traktatu w całości między wszystkimi stronami jest istotnym warunkiem zgody każdego z nich na związanie się traktatem, zastrzeżenie wymaga przyjęcia przez wszystkie strony. 3. Gdy traktat jest aktem konstytucyjnym organizacji międzynarodowej, zastrzeżenie wymaga przyjęcia przez kompetentny Organ tej organizacji, chyba że traktat postanawia inaczej.
Zastrzeżenie, jego przyjęcie oraz sprzeciw muszą być sformułowane na piśmie i zakomunikowane państwom umawiającym się oraz uprawnionym do przystąpienia do traktatu (art. 23).
Przykład dopuszczalności zastrzeżenia :
- Konwencja MOP nr 87 dotycząca wolności związkowej i ochrony praw związkowych w art. 12 głosi : strona w sprawie terytoriów niemetropolitalnych, za których stosunki międzynarodowe ponosi odpowiedzialność, powinna przesłać Dyrektorowi Generalnemu Międzynarodowego Biura Pracy równocześnie z ratyfikacją albo w możliwie najkrótszym czasie po ratyfikacji oświadczenie wskazujące:

a) obszary, na których zobowiązuje się stosować postanowienia konwencji bez zmian;
b) obszary, na których zobowiązuje się stosować postanowienia konwencji ze zmianami i na czym te zmiany polegają;
c) obszary, na których konwencja nie może być zastosowana, a w tych przypadkach powody, dla których nie może być zastosowana;
d) obszary, co do których zastrzega sobie decyzję.
Zastrzeżenia te mogą być następnie wycofane.
Przykład zakazu zastrzeżeń :
- Konwencja o zakazie broni chemicznej w art. XXII : artykuły Konwencji nie podlegają zastrzeżeniom, a załączniki do niej nie podlegają zastrzeżeniom sprzecznym z jej przedmiotem i celem.

Przykład zastrzeżenia :
- Protokół genewski (1925) - przedstawiciel brytyjski oświadczył, że jego podpis nie wiąże Indii ani żadnego dominium brytyjskiego, które jest samodzielnym członkiem Ligi Narodów i które nie podpisało oddzielnie tego Protokołu ani nie przystąpiło do niego.

Przykład zastrzeżenia przy ratyfikacji :
- Przy ratyfikacji Protokołu genewskiego z 1925 szereg państw, w tym Wielka Brytania i jej dominia, zastrzegło, że traktują go jako obowiązujący, o ile przestrzegać go będzie przeciwnik.